# Ervin Omić
Ervin Omić, né le 20 janvier 2003 à Ried im Innkreis en Autriche, est un footballeur autrichien qui joue au poste de milieu défensif au Wolfsberger AC.

## Biographie

### En club
Né à Ried im Innkreis en Autriche, Ervin Omić commence le football au SV Ried avant d'être formé par le Red Bull Salzbourg, qu'il rejoint à l'âge de 13 ans. Il est ensuite repéré par la Juventus FC, qu'il rejoint en 2019. Faisant forte impression avec les équipes de jeunes du club, il s'entraîne pour la première fois avec l'équipe première à 16 ans et l'entraîneur Massimiliano Allegri le convoque de plus en plus régulièrement avec le groupe professionnel pour des entraînements. Il a ainsi l'occasion de côtoyer les stars de l'équipe comme Cristiano Ronaldo, Paulo Dybala, Leonardo Bonucci et autres Giorgio Chiellini.
Lors de l'été 2022, Ervin Omić rejoint le Wolfsberger AC. Le transfert est annoncé dès le 18 juin 2022 et il signe un contrat courant jusqu'en juin 2025,.
Le 28 août 2022, il joue son premier match de première division autrichienne face au WSG Tirol. Il est titularisé et son équipe l'emporte par trois buts à un.
Omić inscrit son premier but en professionnel le 9 août 2023, contre l'Austria Klagenfurt, en championnat. Entré en jeu à la place de Adis Jašić il marque le premier but égalisateur de son équipe (2-2 score final).
Le 1er mai 2025, il entre en jeu à la place de Simon Piesinger lors de la finale de l'édition 2024-2025 de la coupe d'Autriche, contre le TSV Hartberg. Son équipe s'impose par un but à zéro, remportant le premier titre de son histoire,.

### En sélection
Omić représente l'équipe d'Autriche des moins de 19 ans. Avec cette sélection il participe au championnat d'Europe des moins de 19 ans en 2022. Lors de ce tournoi organisé en Slovaquie, il joue quatre matchs, tous en tant que titulaire. L'Autriche joue le match pour la 5e place, perdu contre la Slovaquie (1-0).
En septembre 2022, Ervin Omić est appelé pour la première fois avec l'équipe d'Autriche espoirs. Il fait sa première apparition avec les espoirs lors de ce rassemblement, le 23 septembre 2022, contre le Monténégro. Il entre en jeu et son équipe s'impose par cinq buts à un.

### Palmarès
Wolfsberger AC
- Coupe d'Autriche (1) :
  - Vainqueur : 2024-2025.